# (36164) 1999 RN226
1999 RN226 (asteroide 36164) é um asteroide da cintura principal. Possui uma excentricidade de 0.07304380 e uma inclinação de 5.63542º.
Este asteroide foi descoberto no dia 5 de setembro de 1999 por CSS em Catalina.